# Abdulhamid Redwan Abdulkareem
Abdulhamid Redwan Abdulkareem est un ancien arbitre égyptien de football des années 1990.

## Carrière
Il a officié dans des compétitions majeures : 
- Tournoi Hassan II de football 1996 (2 matchs)
- Coupe du monde de football des moins de 17 ans 1997 (2 matchs)